# 合志市立西合志南小学校
合志市立西合志南小学校（こうししりつ にしごうしみなみしょうがっこう）は、熊本県合志市にある小学校。

## 沿革
- 1873年5月 - 須屋校創立
- 1873年6月 - 黒石校創立
- 1875年7月 - 須屋校を須屋公立小学校、黒石校を黒石支校とする
- 1886年4月 - 須屋公立小学校を須屋尋常小学校と改称
- 1897年7月 - 黒石支校を黒石分教室と改称
- 1901年3月 - 黒石分教室が黒石尋常小学校として独立
- 1905年4月 - 両校が統合し須屋黒石尋常高等小学校となる
- 1908年4月 - 須屋黒石尋常小学校と改称
- 1930年8月 - 須屋黒石尋常高等小学校と改称
- 1941年4月 - 須屋黒石国民学校と改称
- 1947年4月 - 西合志村立須屋黒石小学校と改称
- 1953年4月 - 西合志村立西合志南小学校と改称
- 1957年4月 - 再春荘分校開校
- 1966年10月1日 - 西合志町立西合志南小学校と改称
- 1967年4月 - 再春荘分校を県立移管し、熊本県立菊池養護学校再春荘分校となる
- 1983年4月 - 西合志東小学校を分離

## 部活動（過去に存在したものも含む）
・女子バスケットボール部
・サッカー部
・野球部（途中からクラブとして独立）
・音楽部（指揮者の転任とともに廃部）

## 周辺
- 三ツ石駅
- 須屋駅
- 新須屋駅